# Cristina spinosus
Cristina spinosus is een hooiwagen uit de familie echte hooiwagens (Phalangiidae).